# Aeroportul Cornélio Procópio
Aeroportul Cornélio Procópio (IATA: CKO, ICAO: SSCP) este un aeroport din Paraná, Brazilia ce deservește zona Cornélio Procópio. Aeroportul a fost tranzitat în 2022 de 569 de pasageri. A fost numit după zona deservită.
Situat la o altitudine de 567 m, aeroportul dispune de 1 pistă. Este operat de Cornélio Procópio.

## Infrastructură

### Piste
Aeroportul dispune de o singură pistă. Pista 6/24 are suprafața de asfalt și dimensiunile 1.400 m × 30 m. 